# Julien Leone
Julien Leone   (Perpinyà, 1 d'agost de 1993), també conegut com a Julio Leone o simplement com a Julien, és un locutor i músic català. Va participar en la tercera edició del concurs de talents musical Eufòria de Televisió de Catalunya, del qual va ser tercer finalista.

## Pas per Eufòria
Després de tretze gales, el perpinyanès va ser escollit tercer finalista del programa. El seu pas pel programa va incloure cançons en català, francès i anglès, comprenent diferents gèneres musicals:
| Gala       | Data               | Cançó                           | Cantant original                     | Llengua |
| ---------- | ------------------ | ------------------------------- | ------------------------------------ | ------- |
| Gala 1     | 1 de març de 2024  | Benvolgut                       | Manel                                | Català  |
| Gala 2     | 8 de març de 2024  | Tu es foutu                     | In-Grid                              | Francès |
| Gala 3     | 15 de març de 2024 | It's a beautiful day            | Michael Bublé                        | Anglès  |
| Gala 4     | 22 de març de 2024 | La gavina                       | Marina Rossell                       | Català  |
| Gala 5     | 5 d'abril de 2024  | Hungry heart                    | Bruce Springsteen                    | Anglès  |
| Gala 6     | 12 d'abril de 2024 | Papaoutai                       | Stromae                              | Francès |
| Gala 7     | 19 d'abril de 2024 | Seguirem ballant                | Doctor Prats i Stay Homas            | Català  |
| Gala 8     | 26 d'abril de 2024 | Go the distance                 | Michael Bolton                       | Anglès  |
| Gala 9     | 3 de maig de 2024  | Great balls of fire             | Jerry Lee Lewis                      | Anglès  |
| Gala 10    | 10 de maig de 2024 | Bon dia                         | Els Pets                             | Català  |
| Gala 11    | 17 de maig de 2024 | Don't let the sun go down on me | George Michael i Elton John          | Anglès  |
| Gala 11    | 17 de maig de 2024 | Industry baby                   | Lil Nas i Jack Harlow                | Anglès  |
| Gala 12    | 24 de maig de 2024 | Baby Don't Hurt Me              | David Guetta, Anne-Marie i Coi Leray | Anglès  |
| Gala final | 31 de maig de 2024 | Uptown funk                     | Mark Ronson i Bruno Mars             | Anglès  |
| Gala final | 31 de maig de 2024 | Va com va                       | Ovidi Montllor i El Diluvi           | Català  |